# روي ماكورماك
روي ماكورماك (بالإنجليزية: Roy McCormack)‏ هو لاعب كرة قدم ومدرب كرة قدم بريطاني في مركز الهجوم، ولد في 12 فبراير 1949. لعب مع نادي أردريونيانز ونادي دمبرتون ونادي دندي ونادي ستيرلينغشير الشرقية.